# Pawel Michailowitsch Sorin
Pawel Michailowitsch Sorin (russisch Павел Михайлович Сорин; * 12. März 1995 in Pskow) ist ein russischer Ruderer. 
Der 1,95 m große Sorin erreichte bei den Junioren-Weltmeisterschaften 2013 das C-Finale im Doppelzweier. Bei den U23-Weltmeisterschaften 2014 belegte er den neunten Platz im Einer. Bei den Weltmeisterschaften 2014 in der Erwachsenenklasse trat Sorin im Doppelzweier an, erreichte aber lediglich das D-Finale. Ende Mai 2015 gewann der russische Doppelvierer mit Wladislaw Rjabzew, Pawel Sorin, Wjatscheslaw Michailewski und Sergei Fedorowzew den Titel bei den Europameisterschaften, drei Monate später verpasste das Boot mit einem 13. Platz bei den Weltmeisterschaften 2015 die direkte Olympiaqualifikation. Sorin wechselte vor der Olympiasaison 2016 vom Skullrudern zum Riemenrudern. Mit dem russischen Achter gewann er im Mai 2016 Silber bei den Europameisterschaften. Bei den U23-Weltmeisterschaften 2017 gewann er die Silbermedaille im Doppelvierer.